# 比爾斯通
比爾斯通（Bilston）是英格蘭西米德蘭茲的一個城鎮，在歷史上屬於斯塔福德郡。2011年，比爾斯通有人口25,576人。